# Milas

Mapa de Tesalia en la época de la tercera guerra macedónica donde se aprecia la situación de la ciudad de Milas al este de Larisa.

Milas (en griego: Μυλαί) es el nombre de una antigua ciudad griega de Tesalia.
Se encontraba en el distrito de Perrebia. Es citada en el marco de la tercera guerra macedónica: en el año 171 a. C., después de haber conseguido la rendición de Pition, Azorio y Dólice y de haber tomado Quiretias, el ejército de Perseo de Macedonia se dirigió contra la ciudad de Milas, pero esta estaba muy bien fortificada y sus habitantes resistieron un asedio de tres días. Al cuarto día, cuando los defensores se hallaban agotados, los macedonios lanzaron un ataque más fuerte contra las murallas y contra la puerta pero los defensores los rechazaron e incluso realizaron una salida contra los macedonios. Ante su inferioridad numérica, sin embargo, los defensores tuvieron que huir a su ciudad, y los macedonios pudieron penetrar por las puertas que se hallaban abiertas, tomaron la ciudad, la saquearon y vendieron a los hombres que sobrevivieron como esclavos.
Aparece también en una inscripción que puede ser fechada entre los años 375-350 a. C., en una dedicatoria conjunta a Apolo de ciudades de Perrebia. Se localiza al norte de la ciudad moderna de Vlachogianni.